# Bonamia media
Bonamia media är en vindeväxtart som först beskrevs av Robert Brown, och fick sitt nu gällande namn av Hallier f. Bonamia media ingår i släktet Bonamia och familjen vindeväxter. Utöver nominatformen finns också underarten B. m. emarginata.